# Yes! We Have No Bananas
Yes! We Have No Bananas est une chanson écrite par Frank Silver et Irving Cohn en 1922 et publiée en 1923,.
Ils l'auraient écrite après avoir entendu un marchand de fruits grec répondre avec cette phrase à la question d'un client,,,.
La chanson a fait fureur en 1923. Le magazine Time lui a même consacré un article. Les auteurs ont fait fortune avec elle,.

## Genèse
Le batteur de jazz Frank Silver aurait eu l'idée des paroles de la chanson en entendant un marchand de fruits grec répondre à un client : « Yes ! We have no bananas. » La ville de Lynbrook (État de New York) confirme qu'un marchand de primeurs local nommé Jimmy Costas serait l'auteur de la réplique. Cependant, il était assez aisé pour Silver et son collaborateur Irving Cohn de mettre Yes ! We have no bananas dans la bouche d'un personnage type de vaudeville. D'autres hypothèses peuvent expliquer l'origine des paroles de la chanson : un article de journal sur la rouille de la banane au Brésil a pu les inspirer ; l'auteur de bande dessinée Tad Dorgan aurait inventé et utilisé la réplique en premier. Encore avant, des marines américains rentrant des Philippines à la suite de la guerre hispano-américaine auraient parlé d'un vendeur de fruits de Manille qui aurait sorti cette réplique dans son anglais approximatif.

## Accueil
La chanson est devenue populaire grâce à Eddie Cantor qui, en 1923, l'a vue en manuscrit et a décidé de l'utiliser dans sa revue musicale Make It Snappy. Cette revue, qui a débuté à New York en 1922, était en tournée à ce moment-là et se jouait à Philadelphie,,,. La chanson a eu un succès immédiat. En 1948, le magazine Billboard la place dans sa liste Fifty Years of Song Hits.

## Sujet
C'est une chanson comique et absurde.

## Interprétations
La chanson a été enregistrée par de nombreux artistes, parmi lesquels Billy Jones, The Great White Orchestra, Selvin's Orchestra, Billy Murray, Spike Jones & His City Slickers, et Al Jolson.

## Dans la culture populaire

### Filmographie

#### Cinéma
- Seuls les anges ont des ailes réalisé par Howard Hawks en 1939.
- Yes, We Have No Bonanza réalisé par Del Lord en 1939.
- Luxury Liner réalisé par Richard Whorf en 1948.
- Sabrina réalisé par Billy Wilder en 1954.
- Ernst Thälmann – Führer seiner Klasse réalisé par Kurt Maetzig en 1955.
- Un, deux, trois réalisé par Billy Wilder en 1961.
- Toutes ses femmes réalisé par Ingmar Bergman en 1964.
- The Comic réalisé par Carl Reiner en 1969.
- Et au milieu coule une rivière réalisé par Robert Redford en 1992.
- Dracula mort et heureux de l'être réalisé par Mel Brooks en 1995.
- Le Patient anglais réalisé par Anthony Minghella en 1996.

### Littérature

#### Roman
- Tendre est la nuit de Francis Scott Fitzgerald.
- A Gentleman in Moscow de Amor Towles.
- A Day with Wilbur Robinson de William Joyce.
- Magic by the Lake de Edward Eager.
- Darktown de Thomas Mullen